# Annick Chappot
Annick Chappot (11 aprile 1968) è un'ex sciatrice alpina svizzera.

## Biografia
Sciatrice polivalente originaria di Villars-sur-Ollon, la Chappot debuttò in campo internazionale in occasione dei Mondiali juniores di Bad Kleinkirchheim 1986, dove vinse la medaglia d'argento nella combinata e quella di bronzo nello slalom gigante; in Coppa del Mondo conquistò un unico piazzamento, il 3 gennaio 1989 a Maribor in slalom speciale (7ª). Non prese parte a rassegne olimpiche né ottenne piazzamenti ai Campionati mondiali.

## Palmarès

### Mondiali juniores
- 2 medaglie[1]:
  - 1 argento (combinata a Bad Kleinkirchheim 1986)
  - 1 bronzo (slalom gigante a Bad Kleinkirchheim 1986)

### Coppa del Mondo
- Miglior piazzamento in classifica generale: 59ª nel 1989